# Ceresium scutellaris
Ceresium scutellaris är en skalbaggsart som beskrevs av Dillon 1952. Ceresium scutellaris ingår i släktet Ceresium och familjen långhorningar.
Artens utbredningsområde är Fiji. Inga underarter finns listade i Catalogue of Life.